# The New Love Boat
The New Love Boat è un film tv del 1977, diretto dal regista Robert Kinon.

## Trama
Ultimo dei 3 film che, sarà a sua volta fonte di ispirazione per una serie televisiva poi chiamata semplicemente Love Boat, risulterà essere il Pilot della stessa Serie Tv. Narra delle avventure dei passeggeri di una nave da crociera e del suo equipaggio.
I primi due capitoli si intitolano The Love Boat e The Love Boat II.

## Edizioni Home Video
- È possibile trovarlo, in lingua originale sottotitolato in Italiano, nel 1° DVD dei 4 presenti nel Cofanetto Stagione 1 - Volume 2 della serie televisiva Love Boat.